# Fabrizio Bartaletti
Fabrizio Bartaletti (1951, Livorno) és, des del 1985, professor associat de geografia urbana a la Facultat d'Humanitats de la Universitat de Gènova. És autor de la segona meitat de la investigació sobre les petites ciutats italianes i el consum d'espai. Als anys 80 ha continuat estudiant qüestions més generals de la geografia de ciutats i pobles, i ha publicat dos llibres sobre el tema (Compendi de geografia urbana, 1986 i Ciutat i Territori, 2003). S'ha dedicat especialment al problema de la definició i delimitació de les àrees metropolitanes a Itàlia, amb diferents aportacions i un llibre amb una contribució important i recent (La xarxa urbana a Itàlia, 2006). Des dels principis dels anys 80, ha conreat una segona línia d'investigació, la geografia del turisme, amb una especial referència als Alps i a les muntanyes italianes, i ha publicat un llibre sobre el turisme als Alps italians (Els grans centres turístics en el desenvolupament dels Alps italians, 1994), i nombrosos articles en diverses revistes inclosos tres informes sobre el turisme italià (ISTAT-ENIT) i la coordinació, en nom del Touring Club Italiano, del primer informe sobre el turisme de muntanya a Itàlia (2002). Des de finals dels 90 es va dedicar en gran part a estudis i investigacions sobre els Alps, publicant un llibre sobre el tema (La geografia i la cultura dels Alps, 2004) i tenint cura de l'edició italiana del llibre Die Alpen de Werner Bätzing (2005). Des de desembre del 2004, és membre d'una comissió sobre les zones urbanes i rurals, amb seu a Roma. També és «membre dels centres de recerca CRUI (Desenvolupament Urbà i Tecnologia Ecològica) i CERIST (Innovació i Desenvolupament de Turisme) de la Universitat de Gènova.